# Stefan Krämer
Stefan Krämer (Mainz, 23 maart 1967) is een Duits voetbalcoach. Sinds juni 2022 is hij hoofdtrainer van SV Meppen.

## Carrière
Krämer was als voetballer actief bij FV Bad Honnef en FV Rheinbrohl. Als jonge dertiger moest hij vanwege een blessure een punt achter zijn spelerscarrière zetten. Krämer werd nadien trainer van amateurclubs FV Rheinbrohl, TSG Irlich 1882 en SV Roßbach/Verscheid. Met die laatste club promoveerde hij in 2007 naar de Oberliga Südwest.

### Arminia Bielefeld
In maart 2011 behaalde Krämer zijn trainersdiploma aan de Hennes-Weisweiler-Akademie. Kort daarop werd hij de assistent van Markus von Ahlen bij Arminia Bielefeld, dat toen net naar de 3. Liga was gedegradeerd. Toen Von Ahlen na tien speeldagen ontslagen werd, nam Krämer over als interim-trainer. Na een 0-4-winst tegen Hövelhofer SV in de Landespokal Westfalen pakte hij 7 op 12 in de competitie. Op 3 november 2011 werd hij vervolgens definitief aangesteld als hoofdtrainer. Krämer parkeerde Bielefeld dat seizoen uiteindelijk op een dertiende plaats in de 3. Liga.
In het seizoen 2012/13 eindigde Krämer met Bielefeld tweede, waardoor de club promoveerde naar de 2. Bundesliga. Ook daar deed Bielefeld het aanvankelijk goed: na acht speeldagen stond de club op de derde plaats in de rangschikking. Daarop volgde echter een reeks van zeven nederlagen op rij. In februari 2014 werd hij uiteindelijk ontslagen bij de club.

### Energie Cottbus
In mei 2014 werd Krämer de nieuwe trainer van Energie Cottbus, dat toen net naar de 3. Liga was gedegradeerd. Hij won dat seizoen de Landespokal Brandenburg met de club en eindigde in de competitie zevende. Tim Kleindienst werd dat seizoen clubtopschutter met dertien competitiegoals. Krämer begon ook aan het seizoen 2015/16, maar werd in september 2015 ontslagen.

### FC Rot-Weiß Erfurt
In januari 2016 ging Krämer aan de slag bij FC Rot-Weiß Erfurt, dat toen net boven de degradatiestreep stond in de 3. Liga. Krämer leidde de club uiteindelijk nog naar een achtste plaats in het klassement. In het seizoen 2016/17 eindigde hij met de club slechts veertiende, maar won hij wel de Landespokal Thüringen. In oktober 2017 werd hij ontslagen nadat hij met de club naar de laatste plaats van het klassement was weggegleden.

### KFC Uerdingen (I)
Op 15 maart 2018 werd Krämer aangesteld als trainer van KFC Uerdingen. Zijn voorganger Michael Wiesinger had de club naar de tweede plaats geleid in de Regionalliga West, maar vertrok op twaalf speeldagen voor het einde van de competitie "na intensieve en constructieve besprekingen". Krämer surfte verder op het succes van zijn voorganger: hij begon met een 7-0-zege tegen SV Westfalia Rhynern en klom na een 32 op 36 in de reguliere competitie naar de eerste plaats in de reguliere competitie. Na een dubbele zege tegen SV Waldhof Mannheim in de promotie-playoffs promoveerde Krämer met Uerdingen naar de 3. Liga. Op 28 januari 2019 werd hij ontslagen, ondanks een vierde plaats in de rangschikking. Uerdingen had toen net met 4-0 en 0-3 verloren van respectievelijk SpVgg Unterhaching en Würzburger Kickers, nadat het daarvoor wel net 15 op 15 had gepakt.

### 1. FC Magdeburg
In juni 2019 werd Krämer de nieuwe trainer van 1. FC Magdeburg, dat toen net naar de 3. Liga was gedegradeerd. Op 22 december 2019, een dag na de laatste wedstrijd van het kalenderjaar, werd hij ontslagen. De club stond op dat moment slechts twaalfde in de rangschikking.

### KFC Uerdingen (II)
In maart 2020 keerde Krämer terug naar KFC Uerdingen, dat op dat moment tiende stond in de 3. Liga. Toen de door de coronapandemie stopgezette competitie werd hervat won Krämer met Uerdingen zijn eerste wedstrijd, maar daarna kon Krämer in de tien resterende competitiewedstrijd geen enkele keer winnen. Uerdingen eindigde dat seizoen uiteindelijk dertiende. In het seizoen 2020/21 bleef de club zelfs een heel seizoen in de onderste regionen van het klassement ploeteren, waarop Krämer in april 2021 opnieuw ontslagen werd.

### KAS Eupen
In juni 2021 werd Krämer de nieuwe trainer van de Belgische eersteklasser KAS Eupen. De Duitser kwam bij een club terecht waar de Qatarese eigenaars de geldkraan hadden dichtgedraaid na het niet behalen van Europees voetbal, waardoor Jérôme Deom de enige volwaardige zomerversterking was. Desondanks maakte Krämer een goede start bij Eupen. Op de openingsspeeldag van de Jupiler Pro League leek Eupen lang op weg naar een stunt, tot Charles De Ketelaere in de dertiende minuut van de blessuretijd de 2-2 scoorde. Op de tweede speeldag pakte Eupen ook tegen RSC Anderlecht een punt.
Onder Krämer, die sterk hamerde op de vijfsecondenregel na balverlies, sprong Eupen na een 3-2-zege tegen KRC Genk op de tiende competitiespeeldag naar een gedeelde eerste plaats in de competitie. Nadien volgde, mede door een hoog aantal coronabesmettingen, een vrije val in de competitie. Intussen loodste Krämer de Oostkantonners wel voor de halve finale van de Beker van België. Op 16 februari 2022 werd Krämer ontslagen na een tegenvallende 6 op 45 in de competitie, die Eupen had doen afglijden naar een vijftiende plaats in het klassement met amper vier punten meer dan het nummer zeventien RFC Seraing. Hij werd opgevolgd door zijn assistent Michael Valkanis, die pas een maand eerder aan de trainersstaf was toegevoegd.

### SV Meppen
In juni 2022 werd Krämer aangesteld als trainer van SV Meppen, dat in het seizoen 2021/22 twaalfde was geëindigd in de 3. Liga.

## Trivia
- Krämer heeft een tatoeage van Arminia Bielefeld op de borst. Toen een supporter van Arminia hem op een dag toeriep dat de club dat seizoen zou promoveren, beloofde Krämer hem dat hij een tattoo van Arminia zou laten zetten indien dit daadwerkelijk gebeurde. Arminia promoveerde, waarop Krämer woord hield.[12]